# Louis De Ryck
Louis Marie Guislaine De Ryck (Sint-Niklaas, 18 december 1811 - Sint-Niklaas, 11 november 1860) was een Belgisch katholiek politicus en burgemeester van Sint-Niklaas van 1858 tot zijn dood.
Louis De Ryck werd in Sint-Niklaas geboren als zoon van Franciscus Bernardus De Ryck (1774-1821), een arts en grondeigenaar, en Maria Theresia Van Waesberghe (1782-1848). Via zijn moeder was hij een neef van zijn voorganger en opvolger Auguste Verdurmen. Voor zijn functie van burgemeester was De Ryck voorzitter van de rechtbank van koophandel. In 1858 volgde hij zijn neef Auguste Verdurmen op als burgemeester van Sint-Niklaas, een functie die hij slechts anderhalf jaar zou vervullen tot zijn dood in 1860. Verder was hij grondeigenaar en ongehuwd.